# Smychka

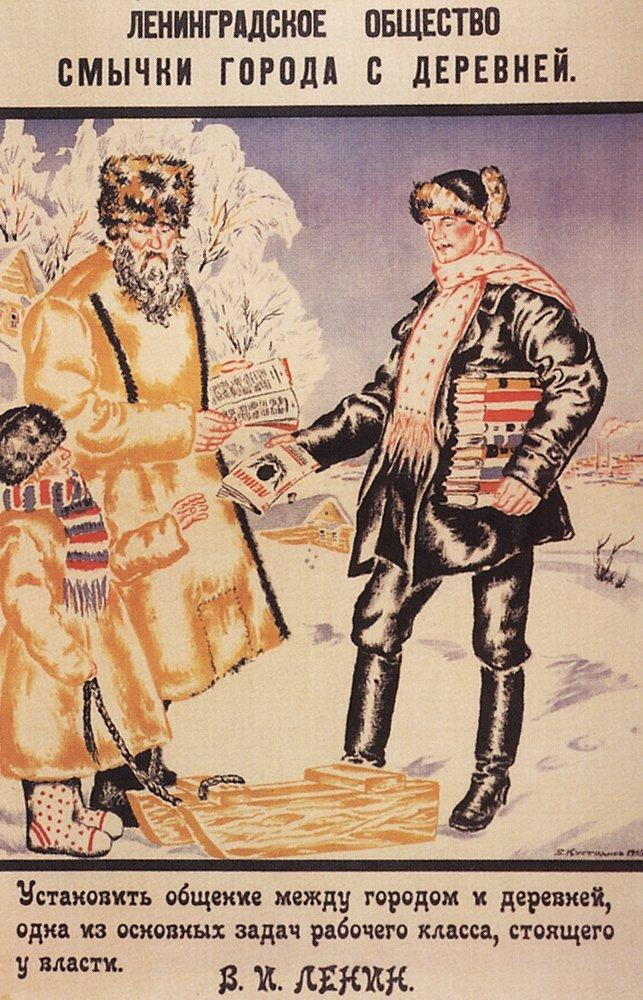
Cartel de la Sociedad de Leningrado para la Unión de la Ciudad y el Campo, de Boris Kustodiev

Smychka ( en ruso: смычка ) era un término político ampliamente utilizado en la Rusia soviética y posteriormente en la Unión Soviética . Puede traducirse aproximadamente como "colaboración en la sociedad"  "unión", "alianza", o "integración". El significado genérico del sustantivo смычка, derivado del verbo сомкнуть, implica la conexión de dos elementos: contacto, enlace, unión, acoplamiento, como unir dos extremos opuestos de un ferrocarril cuya construcción comenzó desde puntos diferentes.
El ejemplo más destacado del uso del término fue el lema y la política soviética de "smychka de la ciudad y el campo" (смычка города и деревни), que hacía referencia a la alianza entre el proletariado y el campesinado pobre. 